# Петровское (Шахтёрский район)
Петровское (укр. Петрівське) — село на Украине, находится в Шахтёрском районе Донецкой области. До 4 января 1965 года входило в состав Амвросиевского района Донецкой области под названием Петровка. Под контролем самопровозглашённой Донецкой Народной Республики.

## География
В Донецкой области находятся ещё 11 одноимённых населённых пунктов, в том числе посёлок Петровское в Ясиноватском районе; посёлок Петровское к востоку от пгт. Оленовка в Волновахском районе; сёла Петровское Стыльского сельсовета и Петровское Петровского сельсовета в Старобешевском районе; Петровское в составе города Енакиева и Петровское в Тельмановском районе.
Село расположено на левом берегу реки под названием Севастьянка (левый приток Крынки, бассейн Миуса).

#### Соседние населённые пункты по странам света
С: Мануйловка (выше по течению Севастьянки), город Торез
СВ: город Снежное, Червоный Жовтень, Первомайское, Первомайский
СЗ: —
З: —
ЮЗ: Свистуны
ЮЮЗ: Красный Луч, Артёмовка (ниже по течению Севастьянки)
ЮЮВ: Кринички
В: Степановка
ЮВ: Сауровка, Тараны

## Население
Население по переписи 2001 года составляло 369 человек.

## Инфраструктура
Имеется 5 улиц, три из которых считаются хуторами. Газифицировано.

## Общие сведения
Код КОАТУУ — 1425284703. Почтовый индекс — 86261. Телефонный код — 6255.

## Адрес местного совета
86621, Донецкая область, Шахтёрский р-н, с.Мануйловка, ул.21 съезда КПСС, 37а, тел. 75-6-31.

## Достопримечательности
Село расположено недалеко от мемориального комплекса Саур-Могила. Рядом с селом также находится плотина, называемая "Петровкой".